# Jorge Castillo
Jorge Castillo, född 16 juli 1933 i Pontevedra, är en spansk målare och skulptör inom surrealism.
Castillos föräldrar flyttade 1934 av politiska skäll till Argentina. Där blev han bekant med Raquel Forner som skapade surrealistiska målningar som blev en inspirationskälla för Castillo. 1955 flyttade Castillo åter till Spanien och 1959 visades en större utställning i Madrid. Han var sedan bosatt i Paris (1963), Genève (1966), Berlin (1969-1975), New York (1980-talet) och Barcelona.